# 2003 en chimie
Cet article présente les faits marquants de l'année 2003 en chimie.

## Évènements
- Mary Osborn devient présidente de l'Union internationale de biochimie jusqu'en 2006[1].
- 35ème Olympiades Internationales de Chimie, organisées à Athènes en Grèce du 5 juillet au 14 juillet[2].

## Prix
- Prix Nobel de chimie :
  - Peter Agre pour la découverte des aquaporines dans les membranes cellulaires[3],[4].
  - Roderick MacKinnon pour avoir été le premier à résoudre par cristallographie aux rayons X la structure de canaux ioniques (en particulier un canal potassium) dans les membranes cellulaires[3],[4].
- Prix Procter & Gamble : Clayton Radke[5]
- Prix Anselme-Payen : Deborah Delmer[6]
- Médaille Garvan-Olin : Martha Greenblatt[7]
- Prix Ernest-Guenther : Steven Ley[8]
- ACS Award in Pure Chemistry : Jillian Buriak[9]
- Arthur C. Cope Award : Larry Overman[10]
- Prix Irving-Langmuir : Phaedon Avouris[11]
- Médaille Priestley : Edwin J. Vandenberg[12],[13],[14]
- Médaille Davy : Roger Parsons pour sa brillante carrière en électrochimie. Il a mis au point la méthode permettant de préparer, pour la première fois, des surfaces métalliques propres et nettes et de les mettre en contact avec l'électrolyte sans contamination[15],[16].
- Prix Alfred-Bader : J. Peter Guthrie[17]

- Grand prix Pierre-Süe : Jean-Louis Rivail et Michel Verdaguer[18],[19]
- Grand prix Achille-Le-Bel : Jean-Pierre Majoral[20]
- Claude S. Hudson Award in Carbohydrate Chemistry : Robert J. Linhardt[21]
- Médaille William-H.-Nichols : Harry Gray[22]

## Décès
- 19 mai : Johanna Budwig (née en 1908), biochimiste allemande.
- 28 mai : Ilya Prigogine (né en 1917), chimiste belge d'origine russe, prix Nobel de chimie en 1977.